# Außenkelch

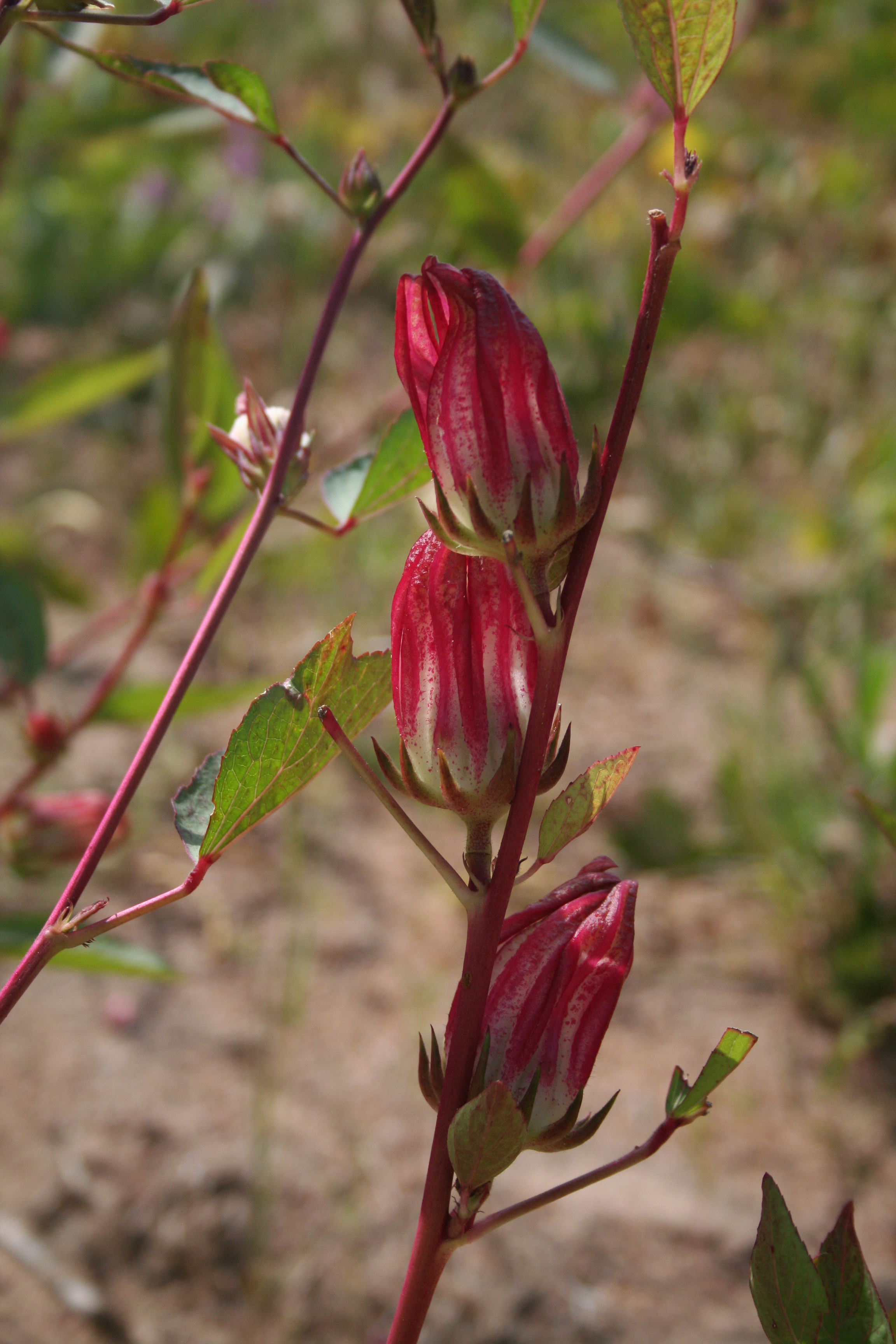
Hibiscus sabdariffa, Blüten mit großen roten Kelchblättern und Außenkelch

Ein Außenkelch, Nebenkelch oder Epicalyx, auch Calyculus, Hypocalyx oder Exanthium, ist bei Blüten eine zusätzliche kelchähnliche Hülle, die außerhalb des eigentlichen Kelches direkt unterhalb der eigentlichen Blüte liegt. Häufig wird er auch zur Blüte dazugerechnet. Der Außenkelch kann auf zwei Arten gebildet werden:
- Hochblätter (Vorblätter), genauer Hüllblätter, bilden eine kelchartige Hülle (Hüllkelch). Beispiele sind die  Korbblütler (Asteraceae), Malvengewächse (Malvaceae), die Nelken (Dianthus), die Besenheiden (Calluna) und die Kardengewächse (Dipsacaceae).
- Die Nebenblätter der Kelchblätter sind umgewandelt und bilden so den Außenkelch. Beispiele hierfür sind die Erdbeeren (Fragaria) und Frauenmantel (Alchemilla).